# Robert M. White

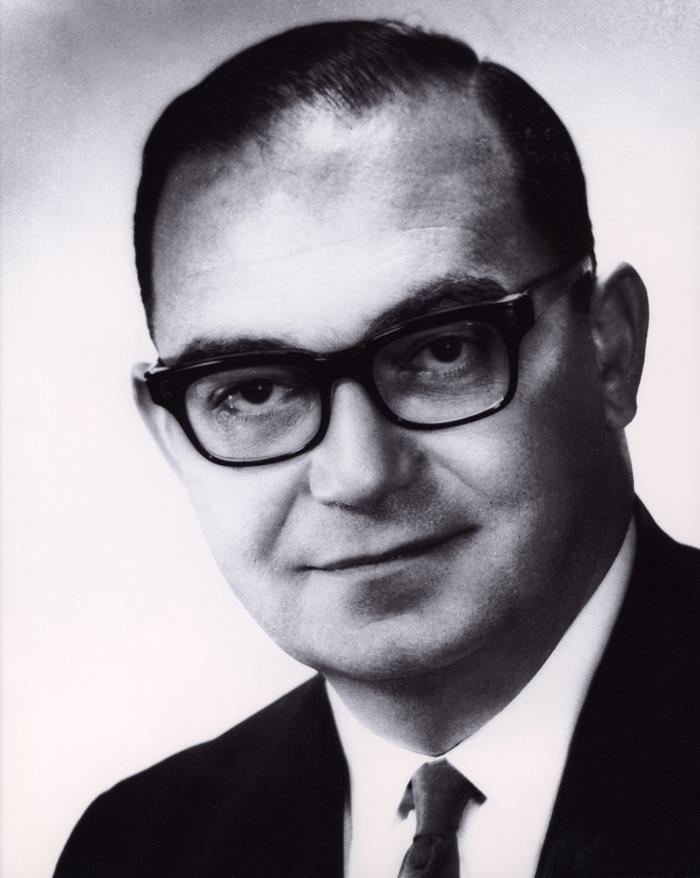
Robert M. White

Robert Mayer White (* 13. Februar 1923 in Boston; † 14. Oktober 2015)  war ein US-amerikanischer Meteorologe.
Robert White war der Bruder des Historikers Theodore H. White. White studierte an der Harvard University mit dem Bachelor-Abschluss 1944 und am Massachusetts Institute of Technology mit dem Master-Abschluss 1949 und der Promotion 1950. Von 1952 bis 1958 leitete er die Sektion Large Scale Processes des Air Force Cambridge Research Center.
Von 1963 bis 1965 war er Direktor des United States Weather Bureau und 1965 bis 1970 Leiter der Environmental Science Services Administration. Er war von 1970 bis 1977 erster Administrator der National Oceanic and Atmospheric Administration (NOAA). Von 1983 bis 1985 war er Präsident de National Academy of Engineering. 1979 war er erster Vorsitzender der World Climate Conference, 1985 wurde er in die American Academy of Arts and Sciences gewählt.
White war mehrfacher Ehrendoktor (u. a. Johns Hopkins University) und war Mitglied der Ehrenlegion. 1980 erhielt er den International Meteorological Organization Prize und 1992 den Typer Prize for Environmental Achievement. Von 1963 bis 1978 war er ständiger Vertreter der USA bei der World Meteorological Organization.  In den 1970er Jahren war er Chefunterhändler der USA in bilateralen Verhandlungen mit der Sowjetunion über Nutzung der Ozeane und mit Frankreich in Ozeanographie. Von 1977 bis 1979 stand er dem Climate Research Board der National Academy of Sciences vor.
1998 erhielt er den Vannevar Bush Award und er erhielt 1992 den Tyler Prize.